# Mariam Aslamazian
Mariam Arshaki Aslamazian (in russo Асламаз́ян Мариа́м Арша́ковна?, in armeno Մարիամ Ասլամազյան?) (Alexandropol, 20 ottobre 1907 – 16 luglio 2006) è stata una pittrice armena con cittadinanza sovietica riconosciuta come People's Artist of the Armenian SSR (1965) e People's Artist of the Soviet Union (1990).
Nata ad Alexandropol (oggi Gyumri), Aslamazian è stata definita la "Frida Kahlo armena" a causa delle sue rappresentazioni della cultura armena tradizionale, la sua tavolozza moderna e luminosa, lo stile personale eclettico e gli autoritratti che la ritraggono nel tradizionale vestiario armeno. Ha anche goduto di una carriera di successo come artista indipendente in un mestiere dominato dagli uomini nella metà del XX secolo. 
Aslamazian era studentessa di Stepan Aghajanian e Petrov-Vodkin ed è una rappresentante della scuola armena di dipinti e ritratti di nature morte planari decorative, nonché un'abile ceramista. I colori saturi, lo spazio appiattito e i motivi decorativi dei dipinti di Aslamazian riflettono una varietà di influenze, tra cui i modernisti occidentali Henri Matisse e Paul Cézanne e la precedente avanguardia armena che includeva pittori seminali come Martiros Saryan. Dipinse anche opere apertamente socialiste realiste, cosa che era richiesta agli artisti ufficiali dell'epoca, in particolare The Return of the Hero (1943) per il quale le fu assegnata la medaglia "Per la difesa del Caucaso".
Aslamazian godette di una carriera di successo nel sistema sovietico, guadagnandosi riconoscimento attraverso canali ufficiali. Ricevette finanziamenti attraverso l'Unione degli Artisti dell'URSS, per viaggiare in numerosi paesi del mondo, tra cui Algeria, Argentina, Belgio, Cina, Repubblica Democratica Tedesca (oggi Germania), Francia, India, Italia, Giappone, Madagascar, Spagna, Svezia, Paesi Bassi, la Repubblica araba unita (oggi Egitto e Siria) e la Jugoslavia. Nel 1957, il governo sovietico la mandò in un viaggio ufficiale in India per aiutare a stabilire legami diplomatici amichevoli tra i due paesi. Alla fine del suo viaggio fu allestita un'esposizione per mostrare i dipinti che aveva creato durante il suo periodo nel paese, a cui partecipò Indira Gandhi, che era apparsa anche in alcuni dei dipinti. Questo e tre viaggi successivi nel 1970, 1973 e 1975, ebbero un ruolo significativo nello stabilire legami diplomatici indo-sovietici positivi.
Anche sua sorella, Yeranuhi Aslamazian, era un'artista. La Gallery of Mariam and Eranuhi Aslamazyan Sisters, situata nella città natale delle sorelle, ospita una vasta collezione di loro opere in olio e ceramica che sono esposte permanentemente. Il lavoro di Aslamazian è conservato nella Galleria Nazionale d'Armenia e in collezioni negli Stati Uniti.
Aslamazian morì a Mosca e fu sepolta nel Pantheon di Komitas a Yerevan. Negli ultimi anni, c'è stata una rinascita di interesse per il lavoro di Aslamazian e i suoi dipinti sono stati presentati in mostre contemporanee.